# Adipozyt

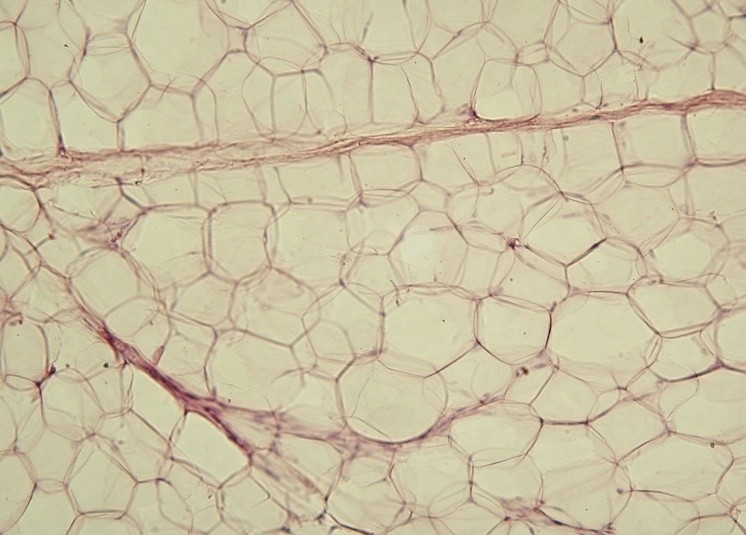
Univakuoläre Adipozyten im weißen Fettgewebe

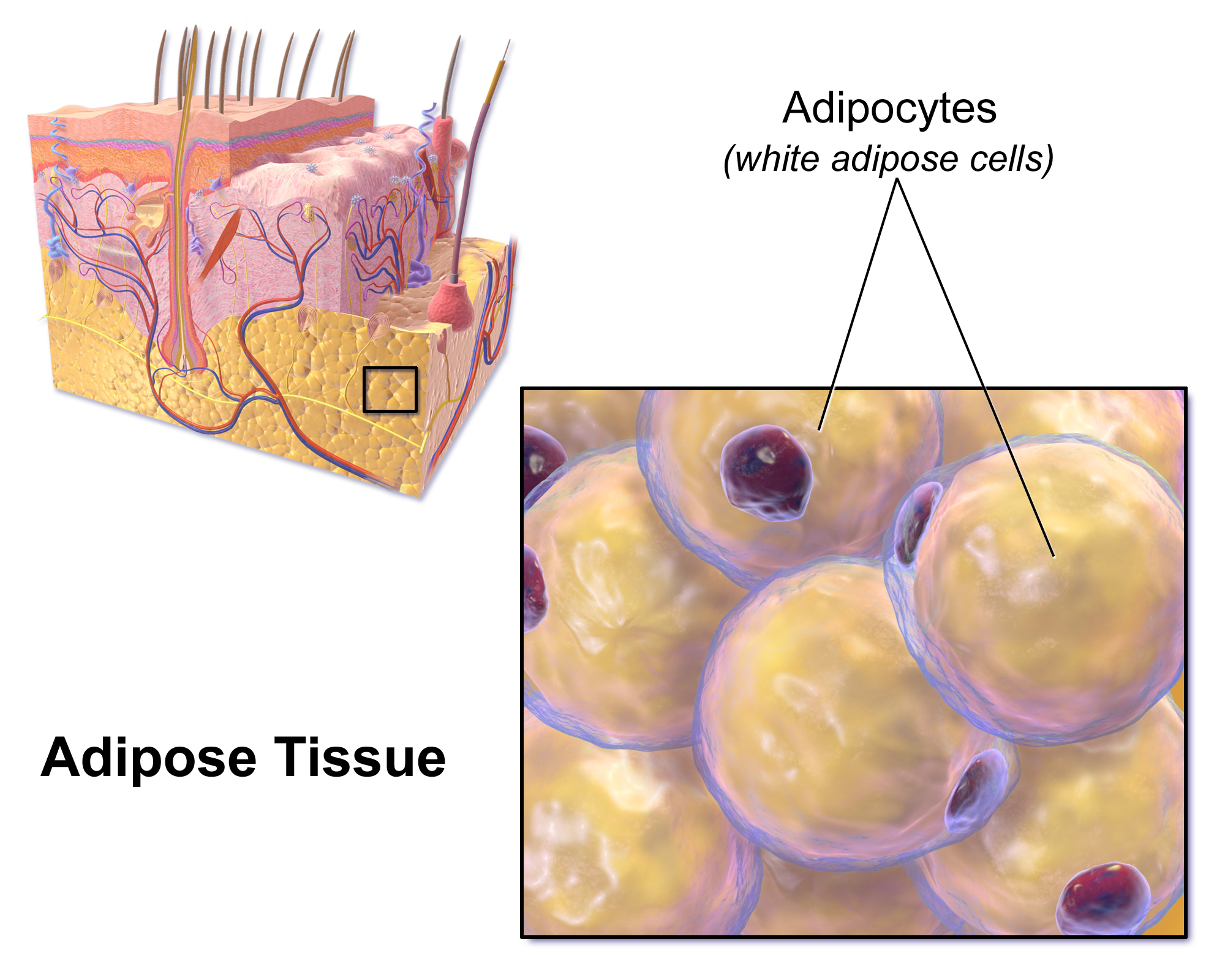
Adipozyt

Adipozyten sind die Zellen des Fettgewebes. Sie sind 50 bis 150 µm groß und eingehüllt von Gitterfasern (Fettzellmembran). Sie verbinden sich über netzartige Strukturen mit ihren Nachbarzellen, weswegen sie der Gruppe der Retikulumzellen zugeordnet werden können. Adipozyten entwickeln sich aus Steatoblasten.
Man unterscheidet prinzipiell zwei Arten von Adipozyten, die Hauptbestandteil unterschiedlicher Arten von Fettgewebe sind:
- Univakuoläre Adipozyten (Lipozyten) verfügen über nur eine Vakuole, die mit Lipiden gefüllt ist. Diese Vakuole füllt die Zelle fast ganz aus, weswegen es kaum noch Raum für die Zellorganellen gibt und der Zellkern randständig und abgeplattet ist (Siegelringform des Zellkerns). Dieser Zelltyp baut das weiße Fettgewebe auf. Die Fettzellen speichern nicht nur Fett, sondern produzieren auch Leptin, Resistin und Adiponektin.
- Plurivakuoläre Adipozyten, die Lipide in mehreren, voneinander getrennten Vakuolen speichern, bauen hauptsächlich das braune Fettgewebe auf. Im Vergleich zu den univakuolären Adipozyten ist ihr Zellleib kleiner.[1]

Ein Adipozyt kann maximal etwa 1 µg Fett speichern. Die Anzahl der Adipozyten bleibt im Erwachsenenalter konstant, unabhängig von Gewicht und diätischen Maßnahmen. Pro Jahr werden ungefähr 10 % der Adipozyten ersetzt (Zellaustausch, cell turnover).